# Sosna Armanda
Sosna Armanda (Pinus armandii Franch.) – gatunek drzewa iglastego z rodziny sosnowatych. Sosna Armanda występuje w stanie dzikim w Azji: środkowe i zachodnie Chiny, północny i środkowy Tajwan, z niewielkim zasięgiem w północnej Mjanmie. W Polsce rzadko uprawiana, przeważnie w arboretach lub ogrodach botanicznych. 

## Morfologia
PokrójDrzewo o luźnej koronie i długich gałęziach.
PieńOsiąga 15–35 m wysokości i do 1 m średnicy. Kora szara. Na młodych gałązkach kora cienka i gładka, z wiekiem staje się lekko spękana, ciemnobrązowa.
LiścieIgły zebrane w pęczki po 5(7), długości 8–15 cm, średnicy 1–1,5 mm, jasnozielone i zwisające, drobnoząbkowane.
SzyszkiSzyszki męskie wyprostowane lub zwisające, cylindryczne lub podłużnie jajowate. Żeńskie szyszki jajowate, początkowo zielone, dojrzałe brązowo-żółte o długości 14–20 cm i średnicy 6 cm. Łuski nasienne sztywne i grube, miseczkowato wygięte, zakończone małą piramidalną tarczką. Nasiona żółto-brązowe, brązowe do czarnych, o rozmiarach 10–15 mm na 6–10 mm, bez skrzydełek.

## Biologia i ekologia

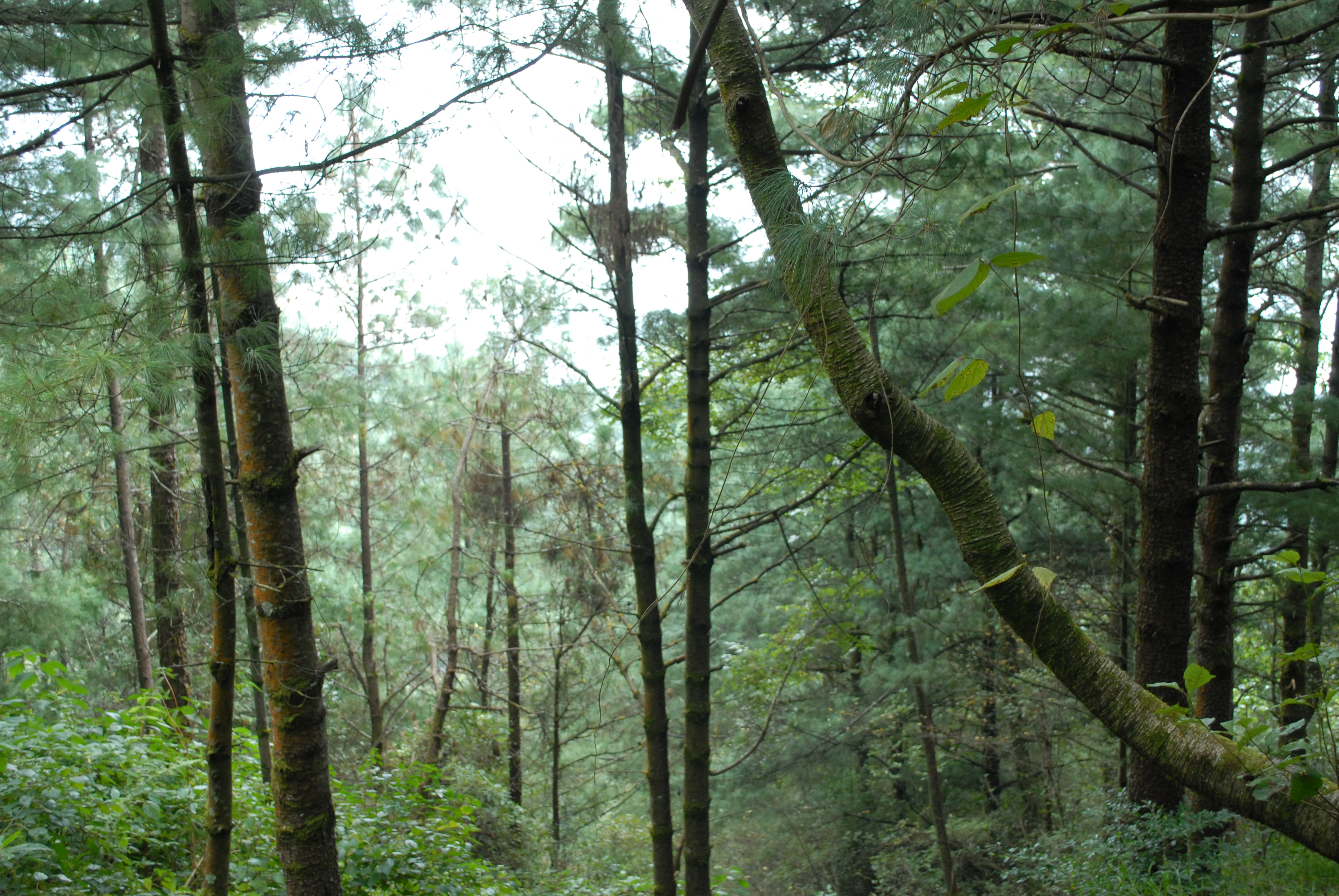
Las górski z przewagą sosny Armanda

Drzewo wiecznie zielone, rośnie w średnim tempie. Igły wydzielają specjalną substancję, która spłukiwana przez deszcz wsiąka w grunt i wpływa hamująco na proces kiełkowania nasion, przez co w pobliżu drzewa wstrzymywany jest wzrost innych roślin. Gatunek jednopienny, wiatropylny. Pylenie w kwietniu i maju, nasiona dojrzewają we wrześniu i październiku następnego roku.
Igły trójkątne w przekroju poprzecznym. Jedna wiązka przewodząca w liściu, 3 kanały żywiczne. 
Rośnie na terenach górzystych i w dolinach rzek, na wysokości 1000–3300 m n.p.m. Preferuje gleby lekkie (piaszczyste) i iłowate o odczynie kwaśnym, może rosnąć na glebach ubogich w składniki odżywcze. Dobrze znosi susze, toleruje suche i wilgotne podłoże. Lubi stanowiska nasłonecznione. Stanowi sklepienie i górne partie lasu.

## Systematyka i zmienność
Pozycja gatunku w obrębie rodzaju Pinus
- podrodzaj Strobus
  - sekcja Quinquefoliae
    - podsekcja Strobus
      - gatunek P. armandii

Odmiany:

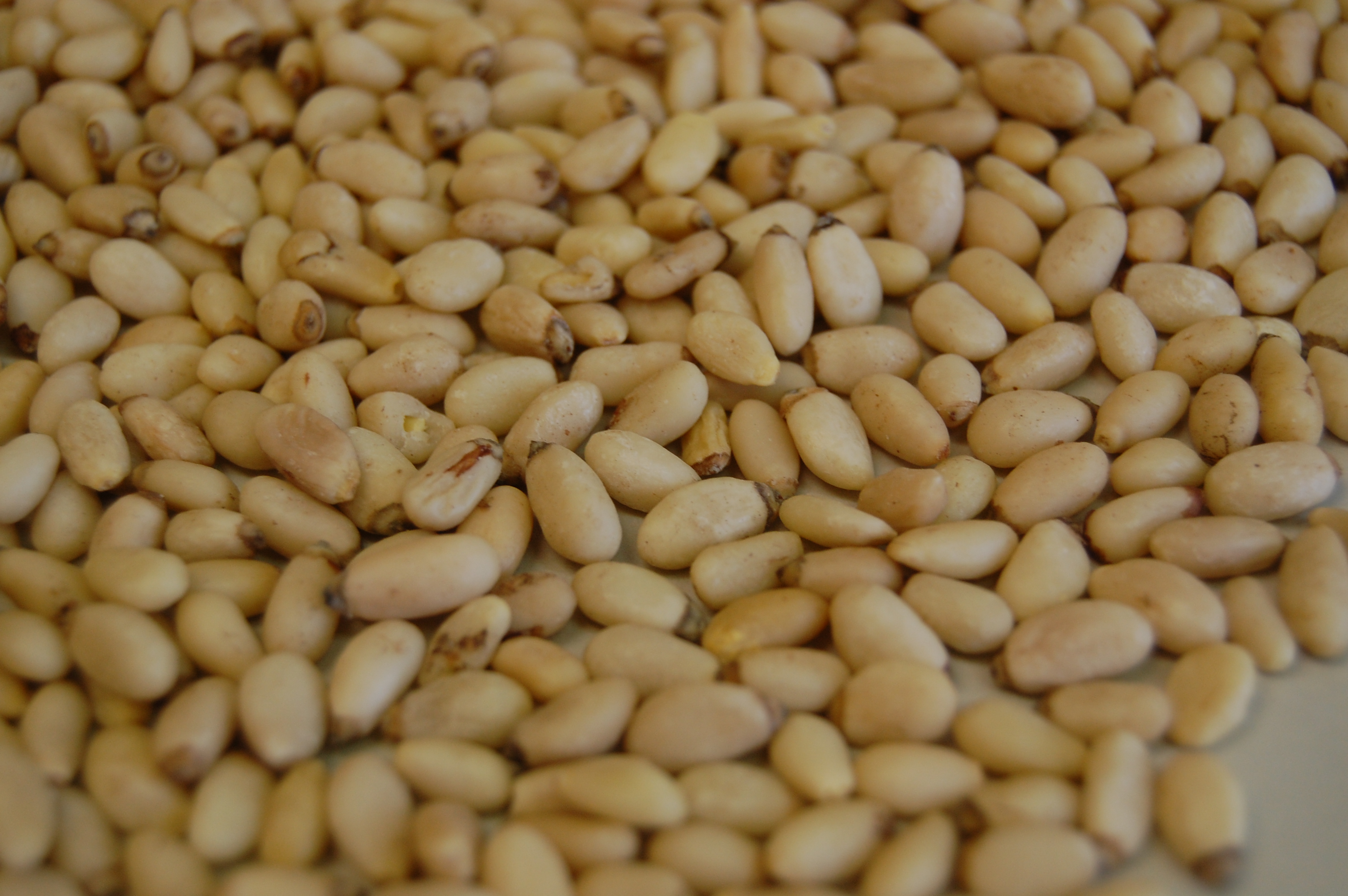
Nasiona

- Pinus armandii var. armandii – odmiana typowa, cały zasięg, z wyjątkiem populacji wymienionych poniżej.
- Pinus armandii var. mastersiana (Hayata) Hayata (syn. Pinus mastersiana Hayata) – góry w centrum Tajwanu.

Wyróżniana była także odmiana Pinus armandii var. dabeshanensis Silba 1990. Szczegóły morfologiczne i zasięg występowania wskazują jednak na bliższy związek tej odmiany z Pinus fenzeliana niż P. armandii. Również populacje występujące na wyspie Hajnan, uznawane kiedyś za sosny Armanda, zaliczane są obecnie do gatunku P. fenzeliana. Z kolei populacje z wysp na południu Japonii, traktowane kiedyś jako odmiana Pinus armandii var. amamiana (Koidzumi) Hatus. 1974 wydzielane są obecnie jako osobny gatunek Pinus amamiana.

## Zagrożenia
Międzynarodowa organizacja IUCN przyznała temu gatunkowi kategorię zagrożenia LC (least concern), czyli jest gatunkiem najmniejszej troski, spośród gatunków niższego ryzyka. Odmiana P. armandii var. mastersiana ma od 1998 r. nadaną kategorię zagrożenia EN (endangered), czyli uznano ją za takson zagrożony wymarciem w niedalekiej przyszłości. Głównym źródłem zagrożenia jest degradacja siedlisk prowadząca do zmniejszania liczebności populacji.

## Zastosowanie
Roślina jadalna
Jadalne są nasiona, smażone lub gotowane, cenione za delikatny smak. Z żywic uwalnianych z miazgi drzewnej pozyskiwana jest przyprawa waniliowa, jako produkt uboczny tego procesu.
Surowiec drzewny
Wykorzystywany na konstrukcje drewniane, podkłady kolejowe i do produkcji mebli.

## Obecność w kulturze
Sosna Armanda, ze względu na wiecznie zielone liście, uznawana jest przez Chińczyków za symbol długowieczności i nieśmiertelności. W starożytnych Chinach, taoistyczni poszukiwacze nieśmiertelności spożywali wiele żywicy drzewa, licząc tym samym na  przedłużenie życia.